# Vertiges (film, 2009)
Pour les articles homonymes, voir Vertige (homonymie).
Pour plus de détails, voir Fiche technique et Distribution.
Vertiges (en vietnamien Chơi vơi) est un film dramatique franco-vietnamien réalisé par Bùi Thạc Chuyên et sorti en 2009.

## Synopsis
Duyên, une guide touristique et traductrice épouse Hải, un chauffeur de taxi mais découvrent rapidement un vide dans leur relation. Le couple semble plus que de simples amis que mari et femme et ont rarement des relations sexuelles. Cầm, une amie ancienne de Duyên qui est jalouse de Hải du fait qu'elle est secrètement amoureuse de Duyên et tente de briser leur mariage. Elle décide de pousser Duyên vers un autre homme, Thổ et elle croit qu'elle va tomber amoureuse.
Quand Duyên rencontre Thổ, elle est finalement séduite par Thổ mais une autre femme qui était amoureuse de Thổ finit par se suicider à cause de sa relation...

## Fiche technique
- Titre original : Chơi vơi
- Titre international : Adrift
- Titre français : Vertiges
- Réalisation : Bùi Thạc Chuyên
- Scénario : Phan Đăng Di
- Photographie : Thai Dung Ly
- Musique : Ngoc Dai Hoang
- Montage : Julie Beziau
- Production : Tat Binh Dang, Claire Lajoumard
- Société de distribution : Floris Films
- Pays d'origine :  Viêt Nam /  France
- Langue originale : Vietnamien
- Format : couleur
- Genre : romance, drame
- Durée : 110 minutes
- Dates de sortie :
  -  France : 9 février 2011
  -  Taïwan : 12 octobre 2012

## Distribution
- Do Thi Hai Yen : Duyên
- Linh Dan Pham : Cầm
- Johnny Tri Nguyen : Thổ
- Nguyen Duy Khoa : Hải
- Nhu Quynh Nguyen

## Distinctions

### Récompenses
- 2009 : Venice Film Festival : FIPRESCI Prize pour Bùi Thạc Chuyên

### Nominations
- 2009 : Festival international du film de Bangkok
  - Golden Kinnaree Award pour Bùi Thạc Chuyên
- 2010 : Festival international de films de Fribourg
  - Grand prix pour Bùi Thạc Chuyên
- 2010 : Asian Film Awards :
  - Meilleur directeur de la photographie pour Thai Dung Ly
  - Meilleur compositeur pour Ngoc Dai Hoang
  - Meilleur scénariste pour Phan Đăng Di

## Réception

### Festivals
- 2009 : Mostra de Venise
- 2009 : Festival international du film de Toronto
- 2009 : Festival international du film de Bangkok
- 2009 : Festival international du film de Vancouver
- 2009 : Festival international du film francophone de Namur
- 2009 : Festival international du film de Pusan
- 2009 : Festival du film de Londres
- 2009 : Festival International du Film de Stockholm
- 2009 : Festival des trois continents de Nantes
- 2010 : Festival international du film de Palm Springs
- 2010 : Festival international du film de Rotterdam
- 2010 : Festival international du film de Hong Kong
- 2010 : Festival international du film de Melbourne
- 2010 : Festival du film de Hambourg
- 2010 : Festival du film de Mill Valley